# Висока-Велика (Великопольське воєводство)
Висока-Велика (пол. Wysoka Wielka, нім. Groß Wissek) — село в Польщі, у гміні Висока Пільського повіту Великопольського воєводства.
Населення — 43 особи (2011).
У 1975-1998 роках село належало до Пільського воєводства.

## Демографія
Демографічна структура станом на 31 березня 2011 року:
|          | Загалом | Допрацездатний вік | Працездатний вік | Постпрацездатний вік |
| -------- | ------- | ------------------ | ---------------- | -------------------- |
| Чоловіки | 21      | 7                  | 12               | 2                    |
| Жінки    | 22      | 10                 | 11               | 1                    |
| Разом    | 43      | 17                 | 23               | 3                    |